# کلام تی‌وی
کلام تی وی (به انگلیسی: Kalam TV) یک وب‌گاه شبکهٔ اجتماعی بر پایهٔ اشتراک ویدئو است. که در فوریهٔ ۲۰۰۸ راه اندازی شده‌است. این وب‌گاه بخشی از دارایی‌های برج رسانه‌ای خاورمیانه واقع در منطقهٔ دبی مدیا سیتی شهر دبی است.

## برنامه‌ها
برنامهٔ ذره بین در این وبسایت به اشتراک گذاشته می‌شود.